# NGC 3664
NGC 3664 = Arp 5 ist eine Balken-Spiralgalaxie vom Hubble-Typ SBm im  Sternbild Löwe auf der Ekliptik. Sie ist etwa 57 Millionen Lichtjahre von der Milchstraße entfernt und hat einen Durchmesser von etwa 40.000 Lichtjahren. Vermutlich ist die Galaxie gravitativ an PGC 35042 (NGC 3664A / KPG 283a) gebunden und gilt als Mitglied der NGC-3640-Gruppe (LGG 233).
Halton Arp gliederte seinen Katalog ungewöhnlicher Galaxien nach rein morphologischen Kriterien in Gruppen. Diese Galaxie gehört zu der Klasse Spiralgalaxien mit geringer Flächenhelligkeit (Arp-Katalog).
Im selben Himmelsareal befinden sich u. a. die Galaxien NGC 3640, NGC 3641, NGC 3643, NGC 3647.
Das Objekt wurde am 16. März 1879 von dem deutschen Astronomen Ernst Wilhelm Leberecht Tempel entdeckt.

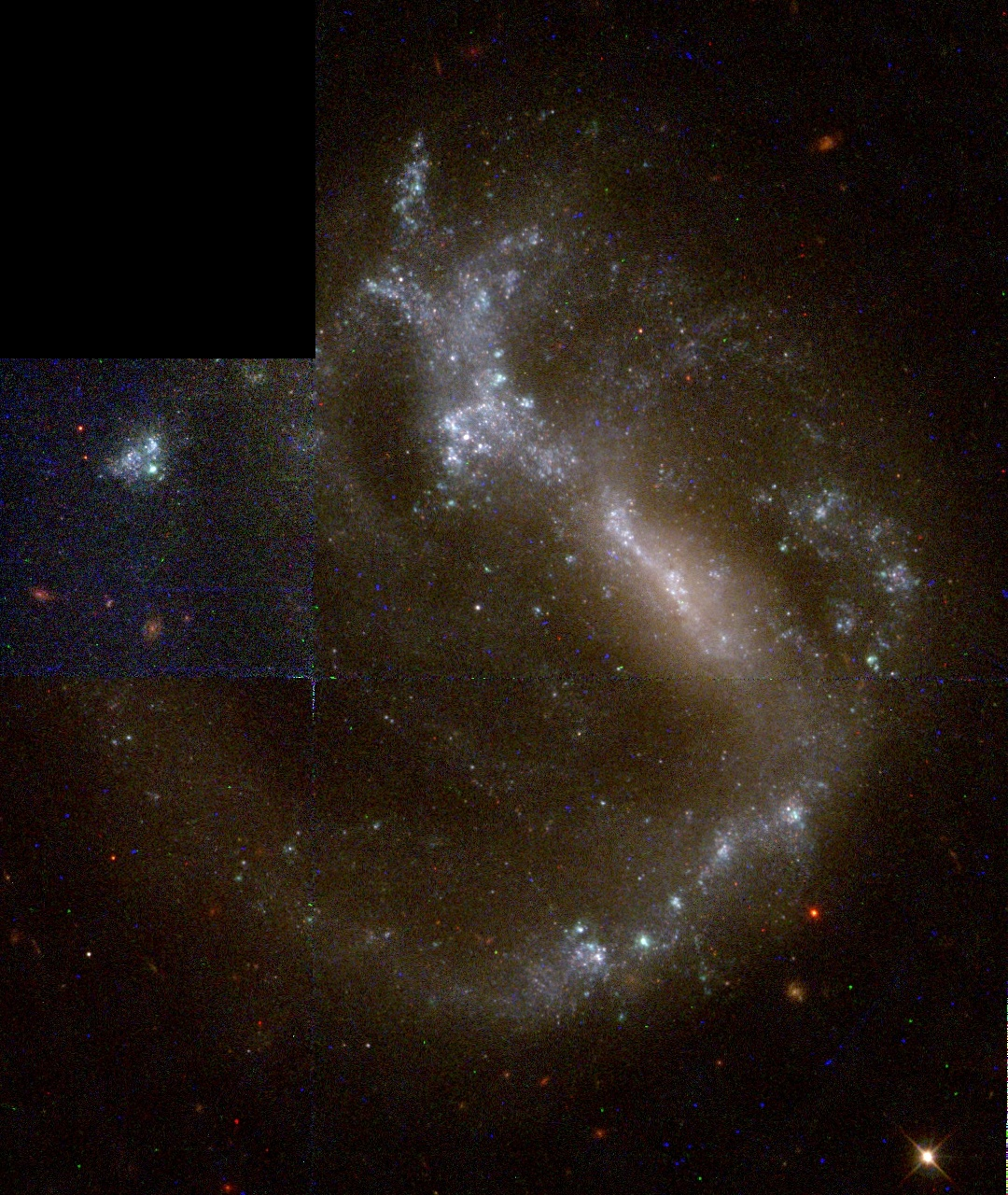
Hochaufgelöste Detailaufnahme des Hubble-Weltraumteleskops